# Streblocera fulviceps
Streblocera fulviceps är en stekelart som beskrevs av John Obadiah Westwood 1833. Streblocera fulviceps ingår i släktet Streblocera och familjen bracksteklar. Inga underarter finns listade i Catalogue of Life.